# Schwellenbach (Wäschebach)
Der Schwellenbach ist ein linker Nebenfluss des Wäschebaches in Warstein, Nordrhein-Westfalen.

## Geographie

### Verlauf
Die Quelle des Schwellenbachs liegt in den nördlichen Ausläufern des Arnsberger Walds, die Quelle liegt auf einer Höhe von 431 m ü. NHN etwa 2,3 km südöstlich von Altenwarstein und wenig jenseits der kleinen Bergkuppe Tüppel (461,4 m ü. NHN). Der Bach fließt am Rand und in einer Wiesenbucht im Wald zunächst nach Nordosten, ab dem Austritt aus dem Arnsberger Wald noch ein kürzeres Stück nordwärts entlang einem Industriegleis am rechten Hang. Dort versinkt er östlich des Gewerbegietes Enkerbruch in einem Ponor im Südosten des Naturschutzgebiets Liethöhle und Bachschwinden des Wäschebaches im Karst.

### Einzugsgebiet
Das Einzugsgebiet ist etwa 1,2 km² groß und liegt größtenteils im Warsteiner Wald. Im Südosten grenzt das Einzugsgebiet des oberen Wäschebachs an, im Westen das des Langen Bachs, des rechten Oberlaufs der Wäster, in der auch etwas weiter abwärts der ihn selbst entwässernde Wäschebach von rechts mündet. An der nach Süden zwischen den beiden Nachbargebieten auskeilenden Spitze des Einzugsgebietes liegt mit 500 m ü. NHN oder wenig mehr sein höchster Punkt.